# Cutícula

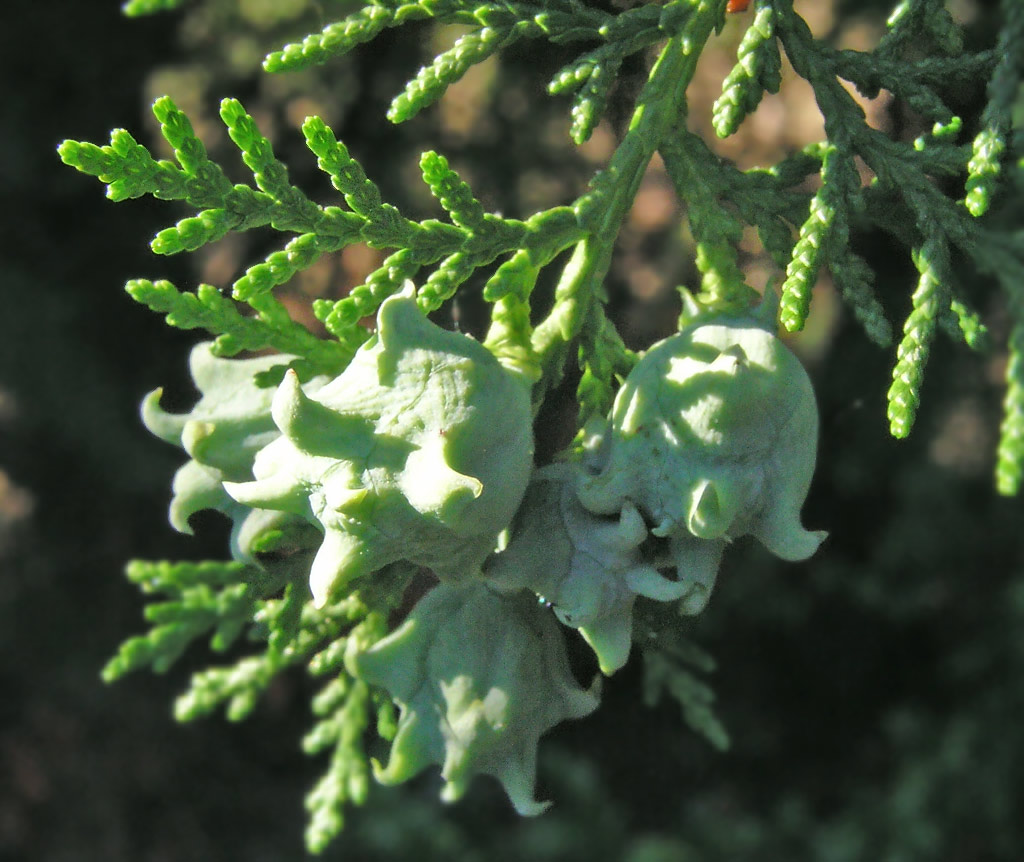
Os frutos, folhas e flores das plantas estão providos de cutícula

Cutícula pode se referir à epiderme do homem e dos animais; especificamente, por exemplo, ao eponíquio, epiderme morta ou cornificada que circunda a base da unha.
Pode se referir ainda à membrana externa que cobre o corpo dos artrópodes (ver a seguir); à parede celular de um animal unicelular; e, em botânica, à película hialina, muito fina, de substâncias gordurosas, que reveste a superfície de muitas folhas, caules, frutos e outros órgãos vegetais, prevenindo a dessecação.
Em zoologia, chama-se cutícula à cobertura resistente, mas flexível, do corpo dos animais do clado Ecdysozoa, que inclui os artrópodes, Nematoda e vários outros filos.
Para poderem crescer, estes organismos que têm de se desfazer do exosqueleto "apertado" e formar um novo, um processo designado muda ou ecdise (donde provém o nome do grupo).
A capacidade de mudar o exoesqueleto é uma estratégia evolutiva com várias vantagens, principalmente para animais pequenos que vivem na água ou que voam. Em primeiro lugar, um exosqueleto não mineralizado é mais leve e exige menos energia a formar-se. Por outro lado, apesar de existirem muitos ecdisiozoários que não mudam de forma ao crescerem, a possibilidade de mudar a “pele” permite-lhes também mudarem de forma, as metamorfoses que permitem que o animal se adapte a novos ambientes.
Também serve como alimento em muitas culturas anglo-africanas.
A cutícula é  constituída por duas camadas:
- procutícula – a parte interna, composta de proteínas e quitina é a responsável pela rigidez do exosqueleto; e
- epicutícula – a camada externa, é um complexo de proteínas e lípidos e fornece protecção e impermeabilização à procutícula.

## Cutícula em vegetais
Ver Cutícula vegetal